# Cronquistianthus
Cronquistianthus là một chi thực vật có hoa trong họ Cúc (Asteraceae).

## Loài
Chi Cronquistianthus gồm các loài: